# Conus scabriusculus
Conus scabriusculus é uma espécie de gastrópode do gênero Conus, pertencente à família Conidae.